# Palestina Salutaris
Palestina Salutaris fou una província romana que abraçava la zona del Nègueb o Edom, Sinaí (excepte la costa nord occidental) i el sud-oest de la moderna Jordània, al sud de la mar Morta.
L'any 105 els territoris a l'est de Damasc i cap al sud fins a la mar Roja fou incorporada a Roma i es va formar la província d'Aràbia amb capitals a Petra i a Bostra (al sud i al nord). La província fou engrandida per Septimi Sever el 195 i es creu que es va dividir en dues províncies: Aràbia Menor o Aràbia Pètria (Arabia Minor, Arabia Petraea) i Aràbia Major (Arabia Maior), ambdues subjectes a llegats imperials anomenats consularis, amb una legió cadascun. Amb Constantí el Gran es va dividir definitivament en dues províncies: la part sud, amb Petra i que incloïa la península del Sinaí i Edom (és a dir l'Aràbia Pètria i altres territoris) fou coneguda com a Palestina Salutaris; la part oriental, amb capital a Bostra, fou l'Aràbia Major.
La província va rebre el nom de Palestina Tercera (Palestina Tertia) vers el 390.
Madeba n'era la seu episcopal.